# Округ Ланир (Џорџија)
Ланир (енгл. Lanier County) је округ у америчкој савезној држави Џорџија.

## Демографија
По попису из 2010. године број становника је 10.078, што је 2.837 (39,2%) становника више него 2000. године.
| Група             | 2000.         | 2010.         |
| Белци             | 5.122 (70,7%) | 6.899 (68,5%) |
| Афроамериканци    | 1.856 (25,6%) | 2.390 (23,7%) |
| Азијати           | 26 (0,4%)     | 103 (1,0%)    |
| Хиспаноамериканци | 126 (1,7%)    | 461 (4,6%)    |
| Укупно            | 7.241         | 10.078        |